# Die Fischer
Die Fischer sind eine Ska-Punk-Band aus dem Lübecker Raum.
Sie besteht seit 2007 und spielte auf zahlreichen Konzerten und Festivals in Deutschland. Die Band besteht aus elf Musikern. Die Musik ist eine Mischung aus Ska, Punk, Rock, Pop, Polka, Chanson und Filmmusik.
Seit einiger Zeit sind sie regelmäßig Vorband der deutschen Kult-Band Torfrock.

## Auszeichnungen
- Zweifacher Preisträger des vom Deutschen Rock & Pop Musikerverband vergebenen 26. Deutschen Rock & Pop Preises 2008 (Kategorie „POP“ und „Bestes Booklet/Inlaycard“)
- 2008: Emergenza – Deutschlandsieger, beste deutsche Band weltweit, 12. Platz von über 5000 Bands, einzige deutschsprachige Band im Weltfinale
- Gewinner und Preisträger des JES Music Award 2008
- Becks on Stage – Hurricane Auftritt 2009
- Preisträger des vom Deutschen Rock & Pop Musikerverband vergebenen 29. Deutschen Rock & Pop Preises 2011 (Kategorie „bestes Musikvideo“)

## Trivia
- Markenzeichen der Band ist der immer anwesende Butler.

## Diskografie

### Studioalben
- Das Delirium schlägt zurück (2007)
- Nacktarschengel überall (2009)